# نورفک (کنتیکت)
نورفک (به انگلیسی: Norfolk) یک منطقهٔ مسکونی در ایالات متحده آمریکا است که در شهرستان لیچفیلد، کنتیکت واقع شده‌است.
نورفک ۱۲۰٫۲ کیلومتر مربع مساحت و مطابق سرشماری ۲۰۱۰ ایالات متحده آمریکا، ۱٬۷۰۹ نفر جمعیت دارد و ۳۷۵ متر بالاتر از سطح دریا واقع شده‌است.